# アスタナ国際博覧会
アスタナ国際博覧会（アスタナこくさいはくらんかい、Expo 2017）は、2017年6月10日から9月10日までカザフスタンの首都アスタナで開催された国際博覧会（認定博覧会）である。
テーマは「未来のエネルギー」。
中央アジアでは初の国際博覧会で、日本を含めて115カ国と22の国際機関が参加した。
各パビリオンでは風力や太陽光のほか、波力や廃棄ゴミなどの持続可能なエネルギーや技術開発の必要性を訴える展示などが行われた。

## 開催決定まで
アスタナ博は2012年に開催されたBIE総会でベルギーのリエージュを破り開催が決定された。

## 各国のパビリオン

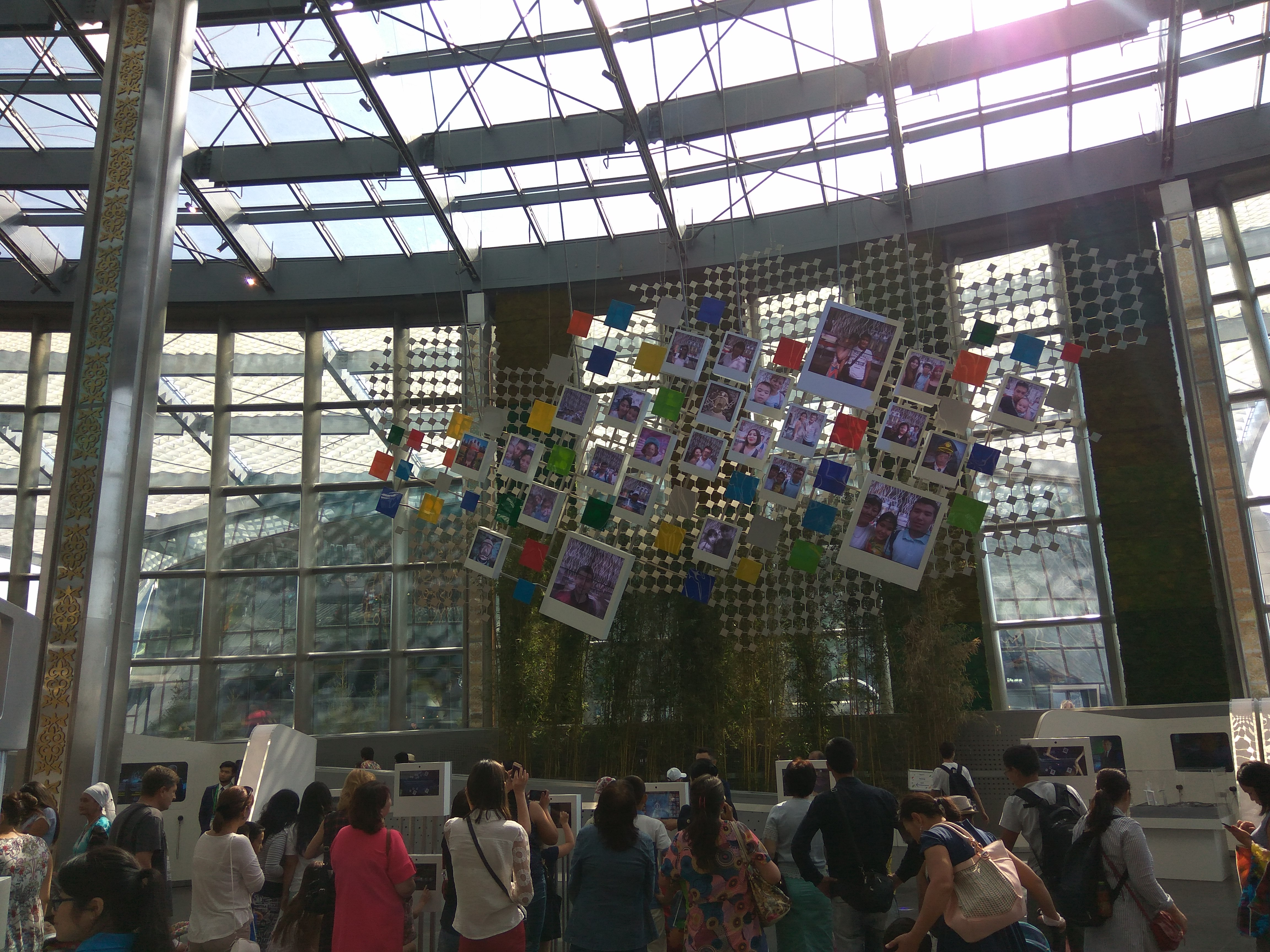
カザフスタン館
日本館
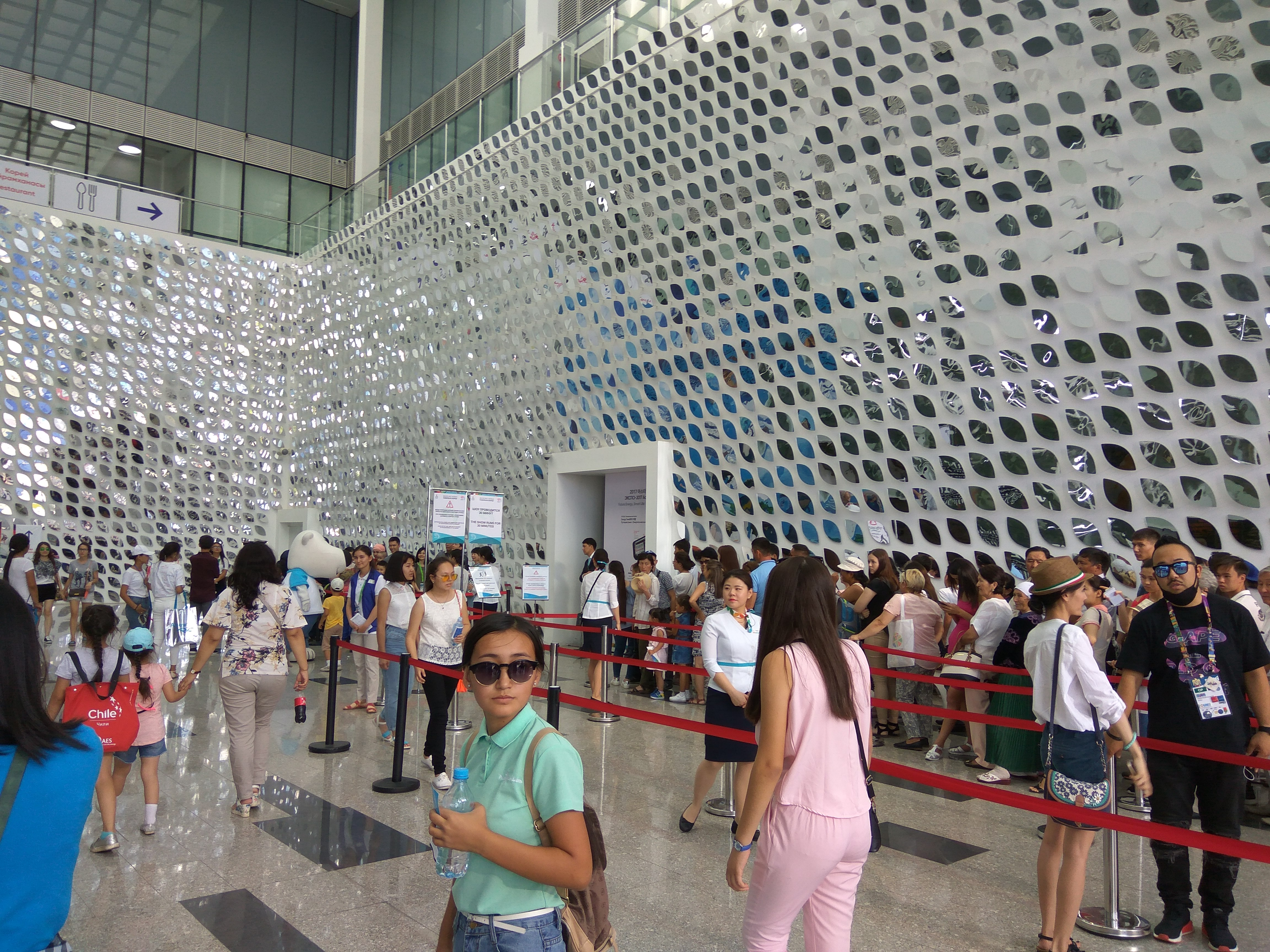
韓国館
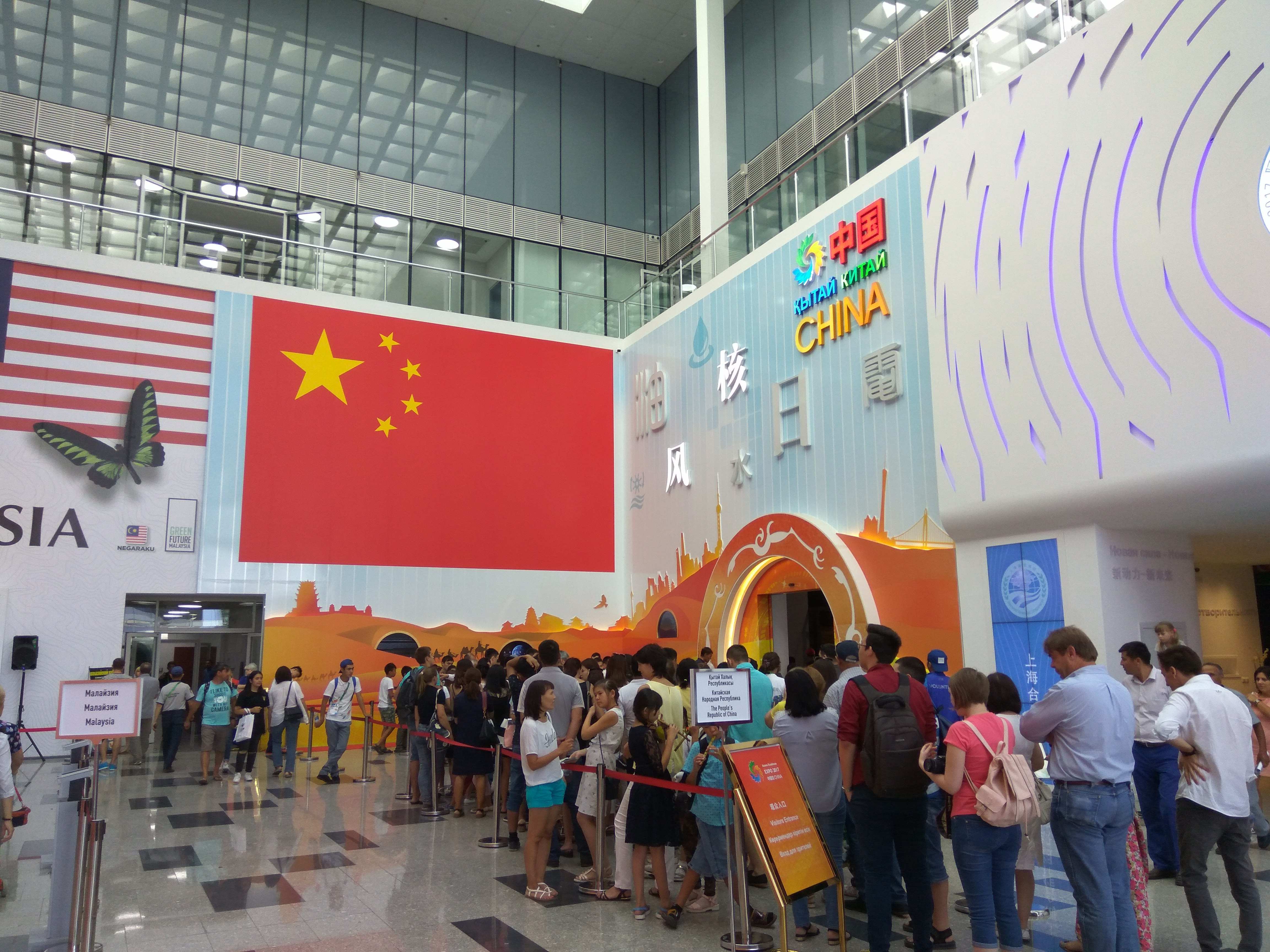
中国館
ベトナム館
マレーシア館
シンガポール館
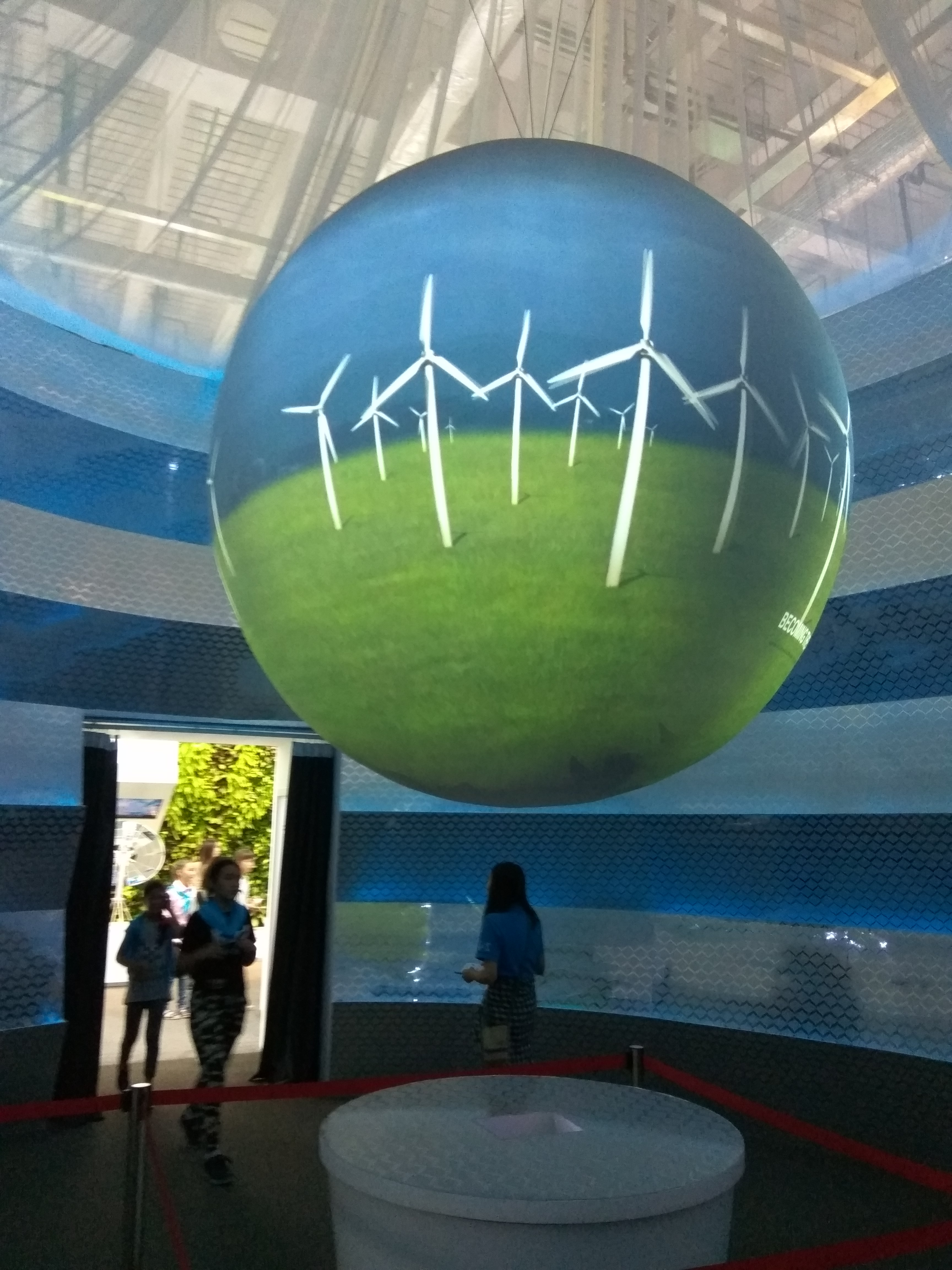
インド館
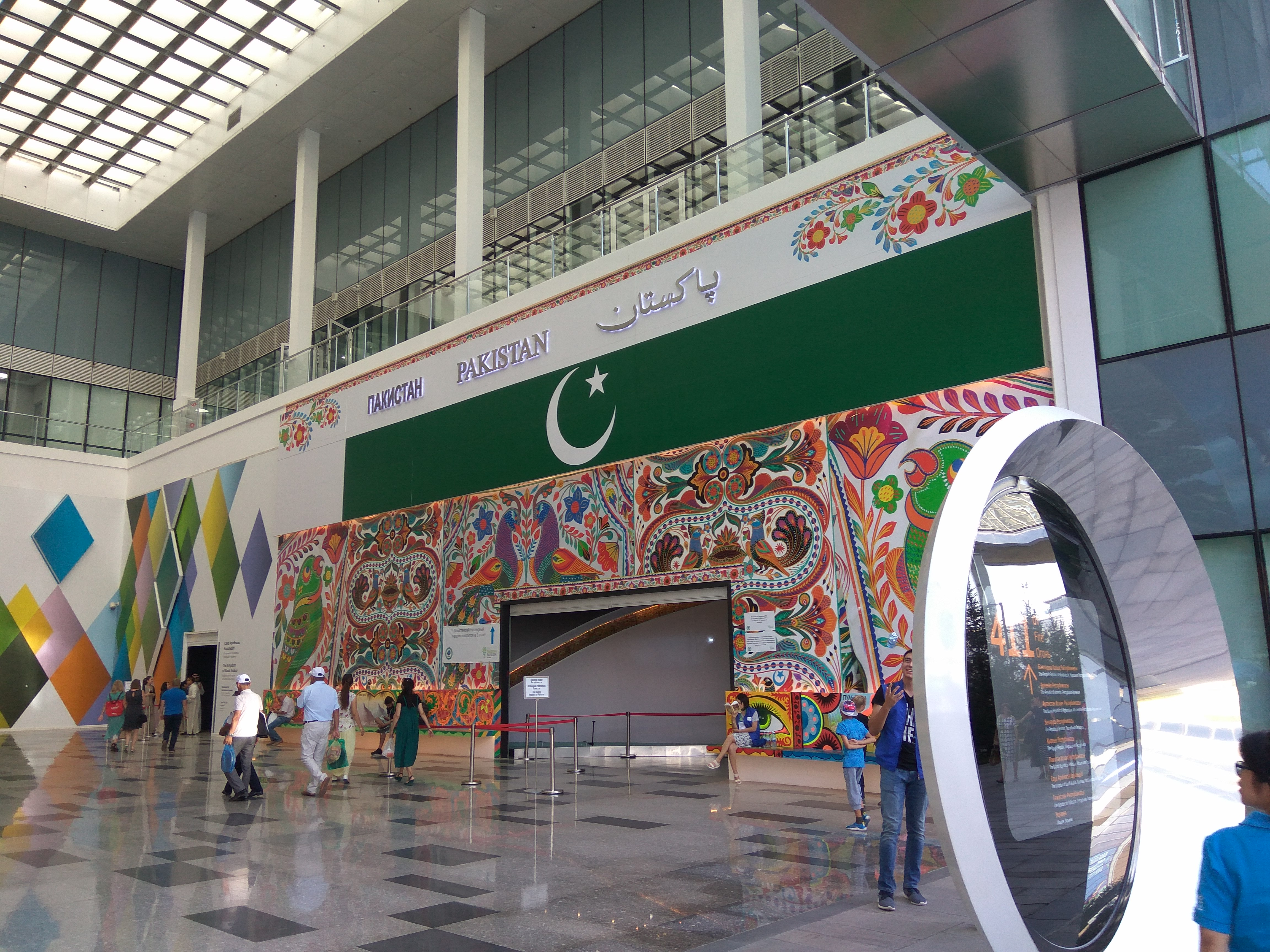
パキスタン館
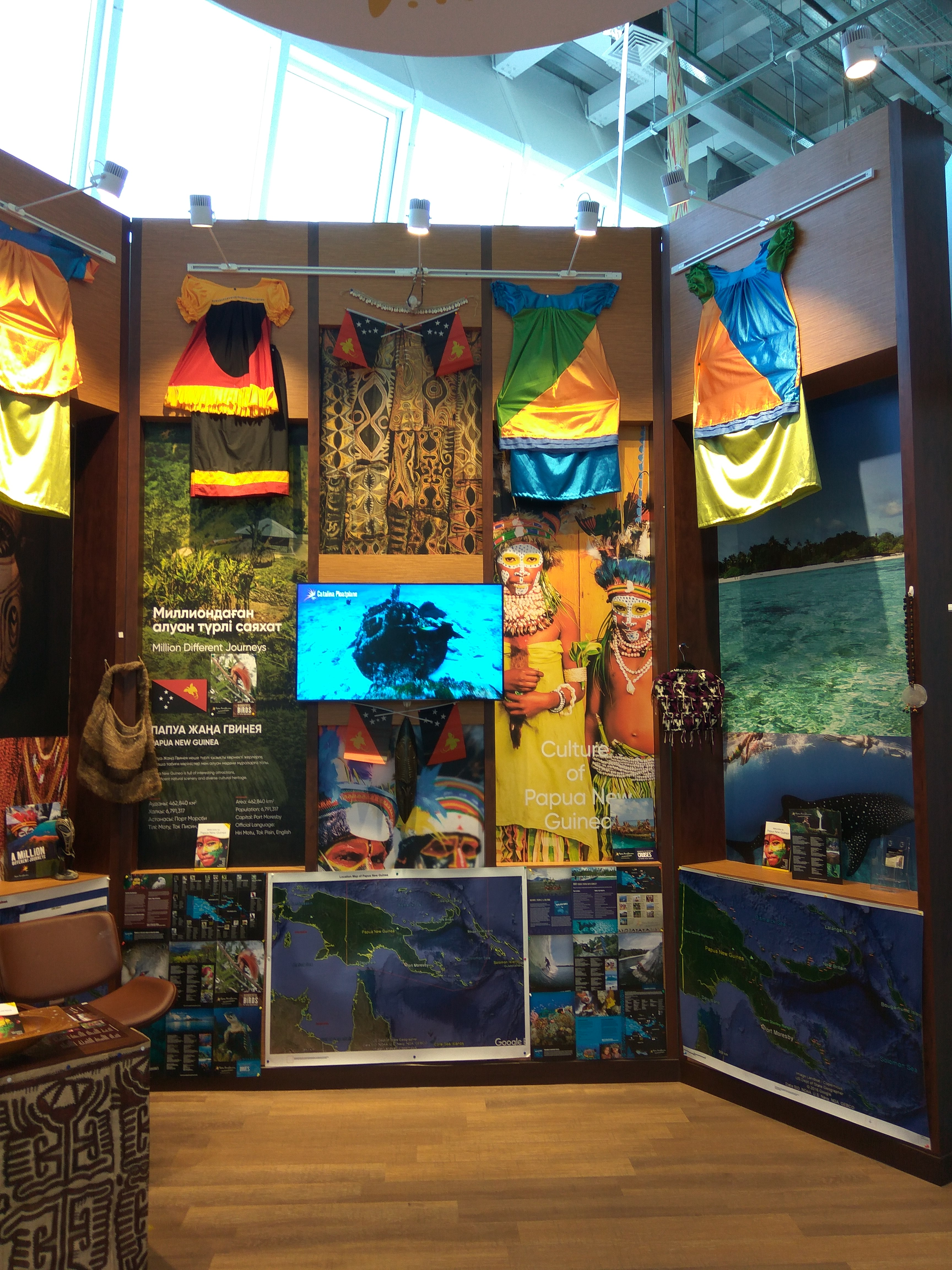
パプアニューギニア館
フィジー館

## 日本館
日本館の会期中の来館者数は約73万人を記録し、アスタナ万博全体の来場者である約400万人のうち5.5人に1人が日本館を訪問した計算となる。
他国館の多くがロシア語を中心とした展示を行う中、日本館によるカザフ語での展示が好評を博した。

#### 広報資料・プレスリリースなど一次資料
1. ↑  “Expo Astana 2017”.   Official Site of the Bureau International des Expositions. 2015年4月9日閲覧。